# Latour-de-Carol
Latour-de-Carol település Franciaországban, Pyrénées-Orientales megyében. Lakosainak száma 472 fő (2022. január 1.). Latour-de-Carol Guils de Cerdanya, Enveitg és Porta községekkel határos.

## Földrajz

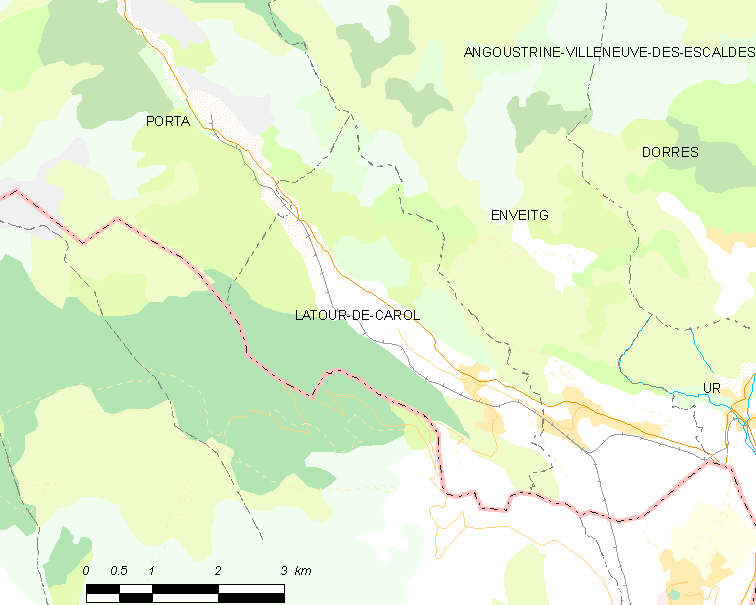
Latour-de-Carol és környéke

## Népesség
A település népességének változása:
| Lakosok száma | 424  | 421  | 425  | 424  | 431  | 439  | 450  | 461  | 472  |
|               | 2013 | 2015 | 2016 | 2017 | 2018 | 2019 | 2020 | 2021 | 2022 |